# Longa Muralha de Ágora
Longa Muralha (em grego clássico: Μακρὸν τεῖχος) ou Muralha de Ágora (em grego clássico: Ἀγοραῖον τεῖχος) em homenagem da cidade vizinha de Ágora, foi um muro defensivo na base do Quersoneso Trácio (a moderna península de Galípoli) na Antiguidade.

## História

Quersoneso Trácio na Antiguidade

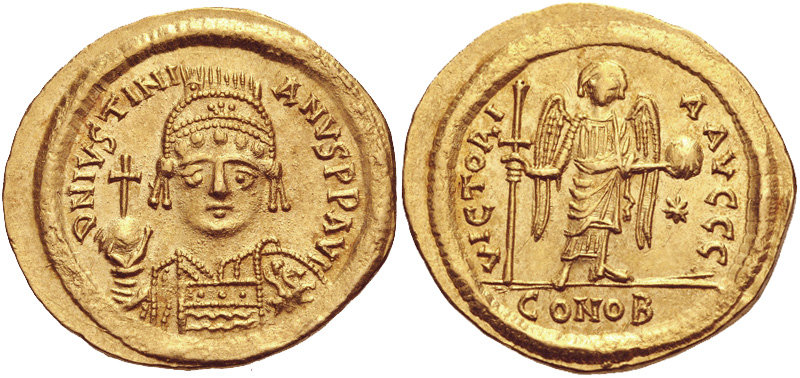
Soldo de Justiniano r.

A Longa Muralha foi na verdade uma sucessão de muralhas na base do Quersoneso Trácio, a primeiro das quais construída no final do século VI a.C. pelo magnata ateniense Milcíades, o Velho, que por 516 a.C. havia se tornado senhor das cidades-estado gregas da região. Ameaçado pelos belicosos apsíncios, o historiador Heródoto (Histórias, VI.36.2) relata que "seu primeiro ato foi murar o istmo do Quersoneso da cidade de Cárdia para Pactia, de modo que os apsíncios não seriam capazes de invadir suas terras". Heródoto relata a largura do istmo como 36 estádios, ou aproximadamente 7,2 quilômetros. É desconhecido por quanto tempo os muros de Milcíades continuaram de pé, mas aparentemente foram abandonados logo depois, pois no século V a.C. tiveram de ser reconstruídos por Péricles (Plutarco, Péricles, 19.1), e foram novamente restaurados no começo do século IV a.C. pelo comandante espartano Dercílidas (Xenofonte, Helênica, III.2.8–10; Diodoro Sículo, Biblioteca, XIV.38.7) para proteger a península de raides das tribos trácias.
O muro continuou a ser mencionado por vários geógrafos gregos e romanos por toda a Antiguidade, mas pelo século IV d.C. estava aparentemente num estado dilapidado, pois em 400, os godos sob Gainas foram facilmente capazes de cruzá-lo. O muro sofreu ainda mais danos num terremoto em 447, e em algum momento durante o reinado do imperador bizantino Zenão (r. 474–475; 476–491), provavelmente em 480, outro terremoto destruiu 40 de suas torres. O muro, de mesmo modo, apresentou pouco obstáculo ao raide huno em 540. Após a devastação do Quersoneso, Justiniano (r. 527–565) ordenou sua reconstrução. Como descrito pelo historiador Procópio em seu Sobre os Edifícios, o muro principal não foi apenas fortalecido e encimado por parapeitos e um pórtico coberto, mas também foi alongado em direção ao mar de ambos os lados, e uma guarnição permanente foi estacionada ali. Estas medidas foram efetivas para repelir um raide dos cutrigures em 559.
O muro não é posteriormente mencionado, embora foi incluído (frequentemente erroneamente localizado) em mapas dos séculos XV-XIX. É possível que o topônimo bizantino posterior de Cila Tico (em grego: Κοῖλα τεῖχος; romaniz.: Koila teichos), também mencionado no Partitio Romaniae de 1204 como Icaloticas, refere-se ao muro.

## Localização e restos
A localização exata do muro é desconhecida. O sítio mais provável é sobre o istmo a 5 quilômetros a leste de Bulair na base na península, que é também sua porção mais estreita e corresponde ao comprimento mencionado por Heródoto e Xenofonte. É, contudo, possível que os vários muros foram construídos em diferentes localizações através dos séculos. Assim, tem sido sugerido que o muro de Justiniano localizava-se mais a leste, percorrendo da costa da Propôntida próximo da moderna Kazan Ağacı ao norte para Ortaköy e então noroeste para as bocas do rio Melas no golfo de Saros. O comprimento de tal muro faria-o mais difícil de defender, contudo.
Uma fonte do século XIX relata restos das fortificações na entrada da península, algo não corroborado em nenhum outro lugar. De mesmo modo as escavações arqueológicas não localizaram quaisquer restos. Restos de muros próximo de Kazan Ağacı e Bolair não podem ser definitivamente relacionados à muralha, embora um trecho próximo de Germe Tepe foi proposto como tendo sido parte desta linha fortificada.